# Jadwiga Juszczyńska
Jadwiga Juszczyńska (ur. 15 maja 1922 w Wilnie, zm. ?) – polska tkaczka, posłanka na Sejm PRL III kadencji.

## Życiorys
Uzyskał wykształcenie średnie, była mistrzynią tkacką w Zakładach Przemysłu Bawełnianego im. Juliana Marchlewskiego w Łodzi. Wstąpiła do Polskiej Zjednoczonej Partii Robotniczej, z jej ramienia w 1961 została posłanką na Sejm PRL z okręgu Łódź-Bałuty, w trakcie kadencji zasiadała w Komisji Pracy i Spraw Socjalnych.